# Sant Julià d'Altura
Sant Julià d'Altura és una església de Sabadell que inicialment fou una parròquia rural de l'antic terme de Terrassa (fins al 1800) i, posteriorment, de Sant Pere de Terrassa. Quan l'any 1904 es va desfer el municipi de Sant Pere de Terrassa, Sant Julià s'inclogué al terme municipal de Sabadell i avui forma part del barri de Ca n'Oriac. Dintre el terme hi havia el castell de Ribatallada, propietat dels Montcada (1136-1310) i dels Clasquerí després, i també la masia fortalesa de Castellarnau i una bona colla de masos. És emplaçada en un dels paratges més bonics del rodal, prop de la timba del torrent de Ribatallada i tocant el bosc de Can Deu.

## Església

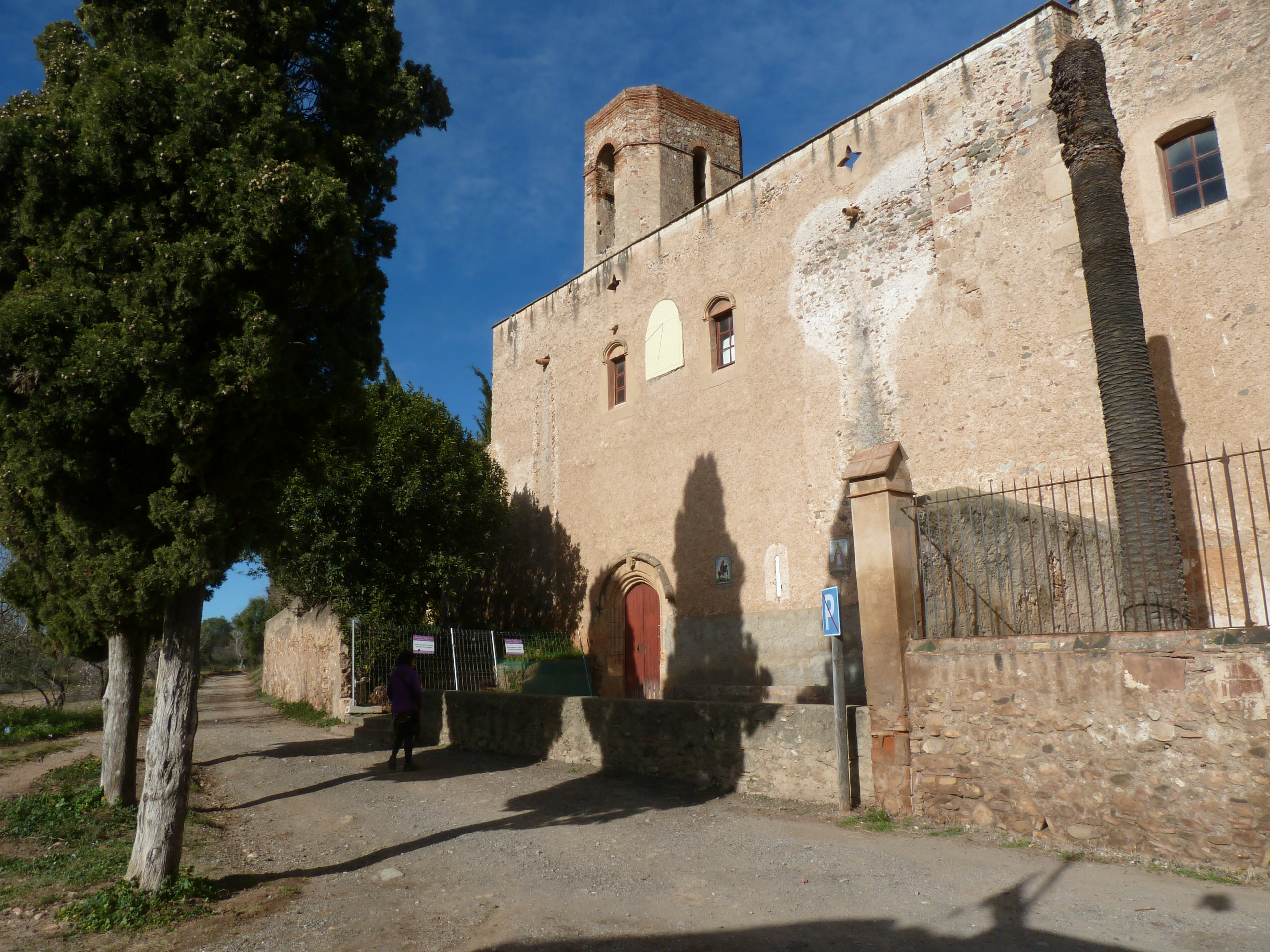
Façana de l'església de Sant Julià d'Altura

A més a més de l'església de Sant Julià, el conjunt arquitectònic comprèn l'edifici de l'actual rectoria i el tancat del cementiri. La primera església data del segle xi i va experimentar canvis en els segles successius. Va ser durant el segle xvii que es va dur a terme una important reforma que conduí a l'església actual. La portalada actual mostra que es van aprofitar part dels materials gòtics d'una església anterior. El 1611 es va construir el cimbori i el 1693 el campanar. El retaule major era de l'any 1698. S'hi havia venerat una imatge de la Mare de Déu d'Altura, que sembla que devia ser de la fi del segle xii o el principi del xiii. Durant molts anys, es va guardar a la masia de Can Sales, després fou retornada a la parròquia i cremada el 1936. Durant la guerra del Francès l'església va ser incendiada i el cementiri profanat.
L'any 1990, i mercès a les excavacions arqueològiques endegades pel Museu d'Història de Sabadell, es va posar al descobert una necròpolis medieval, amb un total de 82 tombes, fosses simples excavades a terra, datades entre els segles XI-XVIII.